# Paul de Kock
Charles Paul de Kock (Passy, 21 maggio 1793 – Parigi, 27 aprile 1871) è stato uno scrittore francese.

## Biografia
Suo padre, Jean Conrad de Kock, un banchiere di origine olandese, fu vittima del Regime del Terrore, essendo stato ghigliottinato a Parigi il 24 marzo 1794. Sua madre, Anne-Marie Perret, era una vedova di Basilea.
Paul de Kock cominciò la sua carriera come impiegato di banca. Per la maggior parte della sua vita dimorò nel Boulevard St. Martin. La sua carriera di scrittore iniziò molto presto, e compose molti libretti. Il suo primo romanzo, L'Enfant de ma femme (1811) fu pubblicato sotto suo finanziamento. Nel 1820 cominciò una serie di romanzi lunga e di successo, e il suo periodo più florido fu sotto la Dinastia dei Borbone e sotto il regno di Luigi Filippo d'Orléans. Fu relativamente più popolare all'estero, dove era considerato come lo scrittore che forniva un buon affresco della vita parigina, che non nella stessa Francia.
In seguito, la scomparsa della grisette e l'economica dispersione descritta da Henri Murger resero Paul de Kock praticamente obsoleto.
Le opere di Paul de Cock sono molto numerose. Con l'eccezione di alcuni romanzi storici non molto ben riusciti, sono tutte storie della classe media parigina, tra cui le più note sono André le Savoyard (1825) e Le Barbier de Paris (1826). È più volte citato da Dostoevskij in Povera gente, ne I Demoni, ne L'idiota, ne Il giocatore e ne I fratelli Karamazov quale autore di romanzi mediocri e di facile lettura.

## Opere
- 1812: L'Enfant de ma femme

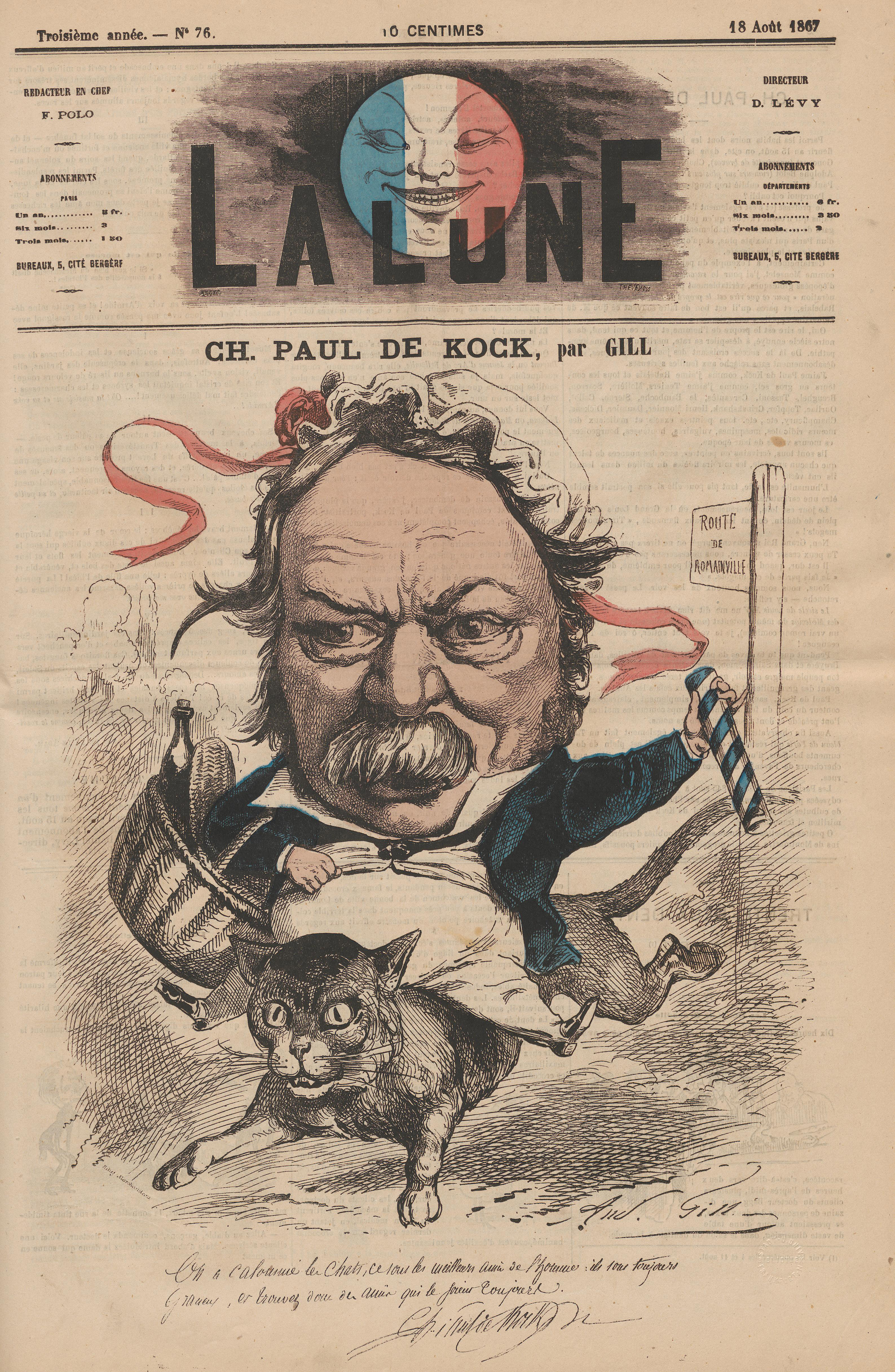
Caricatura di André Gill, apparsa in La Lune nel 1867.

- 1815: Le Troubadour portugais, melodramma in 3 atti, con Théodore d'Hargeville e E. F. Varez;
- 1818: Une nuit au château, opéra-comique in un atto, musica di Martin-Joseph Mengal;[1][2]
- 1821: Gustave le mauvais sujet
- 1821: Georgette ou la Nièce du tabellion
- 1823: Le muletier, opéra-comique in un atto, musica di Ferdinand Hérold;
- 1826: André le Savoyard
- 1827: Le Barbier de Paris
- 1827: La Laitière de Montfermeil
- 1828: Jean
- 1829: La Femme, le Mari et l'Amant
- 1831: Le Cocu
- 1833: Un bon enfant
- 1834: La Pucelle de Belleville
- 1835: Ni jamais ni toujours, con Charles Mourier
- 1836: Zizine
- 1837: Un tourlourou, con Charles Varin e Desvergers;
- 1840: La Maison blanche
- 1840: La Jolie Fille du faubourg
- 1842: La Grande Ville
- 1844: Sans-cravate ou les Commissionnaires (in due volumi)
- 1847: L'Amant de la lune
- 1849: Mon voisin Raymond
- 1849: Le Maître d'école de Coubron
- 1849: Les Enfants de Marie
- 1855: La Bouquetière du château d'eau
- 1864: Le petit-fils de Cartouche
- 1867: La Fille aux trois jupons
- 1857: La Demoiselle du cinquième
- 1867: Le Professeur Ficheclaque
- 1868: Madame Tapin
- 1872: La Mariée de Fontenay-aux-Roses (postumo)
- 1879: Une nuit au château, opéra-comique in un atto, musica di Henrique Alves de Mesquita;[3]

## Altri scritti
- Les Étuvistes, ou Paris dans ce temps-là, In-fol., 132 p.,  Paris: Charlieu, (1853.)[4]